# Discoteca Louie Vega
La Discoteca Louie Vega és un edifici de Calafell (Baix Penedès) protegida com a bé cultural d'interès local.

## Descripció
Es tracta d'un edifici aïllat de planta irregular amb una sola alçada diàfana a l'interior, amb diferents altells i desnivells, destinat a discoteca. L'edifici és construït amb estructura metàl·lica vista des de l'interior i, en part, des de l'exterior. Els tancaments exteriors són concebuts amb parts transparents de vidre (básicamente en la part sud que dona als jardins i a la piscina) i parts opaques revestides amb la xapa metàl·lica galvanitzada i amb àcer oxidat, tipus "corten". La coberta és inclinada i també és revestida, amb xapa metàl·lica. A l'exterior hi ha diferents volums auxiliars, exempts de l'edificació principal, repartits per la finca amb acabats metàl·lics. En una de les façanes, adjacent al portal principal d'accés a l'edifici, hi ha part d'una avioneta encastada, la part davantera de la qual és visible des de l'interior.

## Història
Durant la guerra civil de 1936-1939 un avió batejat amb el nom de Louie Vega es va estavellar en aquest indret. D'aquí vé la incorporació d'aquest element i el nom de la discoteca.
La discoteca Louie Vega va ser inaugurada el mes de juliol de 1988 i va estar en funcionament fins al 2012. L'espai va ser un punt neuràlgic de l'oci nocturn de la Costa Daurada, i també va ser reconegut arquitectònicament amb un premi FAD. Els últims deu anys, però, d'ençà que la discoteca va deixar de funcionar, va ser objecte de nombrosos saquejos. El 2022 l'Ajuntament de Calafell va comprar la finca per a fer-hi equipaments per 1,6 milions € amb els quals s'eixugava un deute de 700.000 euros dels antics propietaris.